# Keda
Keda (georgisch ქედა) ist eine Minderstadt in der Autonomen Republik Adscharien von Georgien.
Sie ist das Verwaltungszentrum der gleichnamigen Munizipalität. Keda liegt 41 Kilometer östlich von Batumi zu beiden Seiten des Flusses Adschariszqali. 2014 hatte der Ort 1510 Einwohner. In Keda befinden sich Mineralwasserquellen.
Nachdem der Ort bereits seit den 1930er-Jahren als Dorf Sitz eines Rajons war, aus dem die spätere Munizipalität hervorging, wurde ihm 1966 der Status einer Siedlung städtischen Typs verliehen, entsprechend einer heutigen Minder- oder Kleinstadt (georgisch daba, დაბა).